# Deutsche Babcock Al Jaber
Deutsche Babcock Al Jaber (Debaj) è un'azienda di ingegneria industriale, costruzione, fabbricazione e servizi situata in Doha, Qatar ed è correntemente parte della Divisione Bilfinger Berger Power Services.

## Introduzione
DEBAJ-Deutsche Babcock Al Jaber è stata fondata nel 2003, quando Babcock Borsig Service GmbH, parte del Gruppo Bilfinger Berger ed Al Jaber Group for Constructions and Energy Projects crearono una joint venture per sviluppare meglio la loro presenza in Qatar.

## Organizzazione dell'Azienda
Deutsche Babcock Al Jaber W.L.L è una joint venture fondata a Doha, Qatar nel 2003 da due dei maggiori players dell'area: Babcock Borsig Service GmbH, attiva nel Golfo dal 1971 tramite la consociata Deutsche Babcock Middle East (FZE), Al Jaber Group di Al Jaber & Partners for Constructions and Energy Projects, assieme ad un'azienda locale del Qatar: International Projects Development Co. Il nome attuale della Società è l'acronimo composto dalle lettere iniziali delle parole che combinano e fondono fra loro i nomi delle due maggiori aziende consociate.
Deutsche Babcock Al Jaber venne fondata per sviluppare ulteriormente la presenza già rilevante di Deutsche Babcock Middle East in Qatar, coordinando l'esperienza acquisita nei servizi tecnici per le centrali elettriche con i servizi di ingegneria ambientale.
Poiché gli appalti ed i contratti iniziarono piuttosto rapidamente ad alto livello, DEBAJ mantenne e sviluppò con successo il proprio ruolo attivo anche durante il passaggio di proprietà di Babcock Borsig Service GmbH dalla Deutsche Beteiligungs AG al Gruppo Bilfinger Berger. Per il suo volume di affari, fra le aziende della Deutsche Babcock Middle East, DEBAJ è la principale joint venture, e svolge un ruolo chiave nel programma di Deutsche Babcock Middle East di risultare infine fra i top contractors nell'area del Golfo.
Il ruolo tecnico di DEBAJ è divenuto presto rilevante nei lavori d'appalto per i grandi impianti di dissalazione: il management dell'azienda partecipa attivamente a dei seminari tecnici ed i loro interventi durante i congressi all'estero sulla manutenzione, il rinnovo ed il miglioramento dell'efficienza degli impiantivengono persino citati in studi scientifici.
Correntemente Deutsche Babcock Al Jaber gestisce una forza lavoro di circa 2000 ingegneri e tecnici altamente specializzati. Oltre il suo impegno ed il conseguente successo negli affari, Deutsche Babcock Al Jaber è piuttosto attiva finanche nell'assistenza e nel sostegno dei propri dipendenti in Qatar, tramite il proprio benefico finanziamento alla Doha Modern Indian School.

## Campi di attività aziendale
Il principale campo di affari di Deutsche Babcock Al Jaber rientra nei settori dell'Energia elettrica, della dissalazione e trattamento dell'Acqua, della produzione di Acciaio,  lavorazione Oil & Gas ed i campi di attività industriali ad essi collegati. Le attività di affari – Fabbricazione, Costruzione, Manutenzione, Refurbishment, O&M ed i Life Cycle Services (Servizi per l'estensione del ciclo di vita degli impianti) nei settori di industria citati – sono sostanzialmente suddivise in:
Principali attività di affari e servizi:
- Contracting & Construction[15] di lavori e servizi di ingegneria elettromeccanica
- Plant Services (manutenzione, rinnovo e revisione)
- Fabbricazione, Manifattura ed Assemblaggio

Nel sito di produzione DEBAJ (circa 15,000m²) nella zona industriale di Doha, si effettua la fabbricazione diretta dei seguenti prodotti :
Tipi di prodotti:
- Scambiatori di calore (a fascio tubiero, a pacco alettato)
- Evaporatori
- Recipienti in pressione
- Boilers e caldaie industriali di potenza superiore a 70 kW
- Generatori di vapore
- Strutture portanti in acciaio
- Tubature in acciaio ad alta pressione
- Fabbricazione e assemblaggio di tubazioni, giunti d'acciaio, flange, strutture portanti di valvolame etc.

## Progetti
Deutsche Babcock Al Jaber ha portato a compimento con successo vari appalti industriali negli anni di attività in Qatar. Alcuni fra i suoi progetti più recenti già conclusi o tuttora in corso in Qatar includono:
Progetti principali:
- Overhauling / Refurbishing of Crude oil loading Pumps – Qatar Petroleum, Mesaieed.
- Revisione e Rinnovo delle colonne di distillazione – Qatar Electricity & Water Company, Ras Abu Fontas ‘A'.
- Edificazione delle strutture d'acciaio & equipaggiamento del sistema di base dell'impianto – JEL / Qatar Steel Co., Mesaieed
- Fabbricazione & fornitura di Brine Heaters (220T ognuno), Pressure vessels & Duplex Steel Pipes per gli Impianti industriali di Dissalazione – Fisia Italimpianti,Italia.
- Lavori di ingegneria elettromeccanica per l'installazione di Generatori di Turbine a Gas # 1, 2, 3 e sistemi ausiliari – General Electric International Inc. / QEWC, Ras Abu Fontas B2
- Lavori di ingegneria elettromeccanica per la fabbricazione dell'impianto industriale di catalizzazione – Süd-Chemie, (Germania), Mesaieed.
- Installazione di sottostazioni 220/400 KV GIS – ABB Ltd. / Qatalum, Mesaieed.
- Lavori di edificazione delle strutture meccaniche per 6X9FA Generatori di Turbine a Gas e sistemi ausiliari – Iberdrola Middle East (Spagna)/M-Power, Mesaieed.
- Lavori di ingegneria elettromeccanica per l'installazione di ETP per AJT (C8 Package) – Qatar Pearl GTL Shell, Ras Laffan
- BOP Lavori d'installazione elettrica di 6X9FA Generatori per Turbine a Gas & No. 3 Turbine a vapore & tutti i lavori associati - Iberdrola Middle East (Spagna) / M-Power, Mesaieed.
- Lavori di ingegneria elettromeccanica per la fabbricazione della fonderia e dell'impianto di trattamento industriale degli Anodi – Gruppo Fata EPC S.p.A. (Italia) / Qatalum , Mesaieed.
- Installazione di No.11 Forni industriali per alluminio, tubature CW e lavori di ingegneria elettromeccanica associati – Solios Thermal Ltd.(Regno Unito) / Qatalum, Mesaieed.
- Installazione di Boiler ausiliari & Evaporatori BOP No.15 - Fisia Italimpianti SpA (Italia) / QEWC, Ras Abu Fontas
- Servizi di supporto tecnico per i lavori di O&M dell'impianto di trattamento delle acque reflue Doha West Sewage Treatment, Degrémont (Francia) / Ashghal, Doha West.
- Servizi di supporto tecnico per i lavori di Pre-Commissioning di Tecnimont / Q-Chem, Mesaieed.
- Lavori di costruzione meccanica dell'Area 5 del Remi Plant / Impianto di dissalazione - Fisia Italimpianti SpA (Italia) / QEWC, Ras Abu Fontas.
- Lavori di ingegneria elettromeccanica per la fabbricazione dell'impianto di condizionamento industriale e la refrigerazione del SMRC – Sidra Medical and Research Center (Qatar Foundation) & Barwa Village - Voltas Ltd (India), Doha.

## Certificati e Safety Awards
L'effettivo impegno di Deutsche Babcock Al Jaber nella tutela della sicurezza ed il rispetto dell'ambiente nel condurre le attività aziendali è pienamente certificato ed apprezzato.
Debaj è alquanto severa nel rispetto delle rigorose Health Safety Misures (misure generali di tutela della salute e sicurezza dei lavoratori) e per la politica di tutela ambientale, e per la qualità del lavoro ed il benessere dei suoi dipendenti.
L'impegno per la realizzazione dei lavori in piena sicurezza è stato riconosciuto ogni volta dalle aziende clienti ed in sette anni d'attività DEBAJ ha conseguito più di 15 milioni d'ore di lavoro nei cantieri, senza alcun tipo di incidente sul lavoro.
Certificati:
- ISO 9001:2008 Quality Management System (QMS)
- OHSAS 18001:2007 Occupational Health & Safety Management System certificato da TÜV NORD Cert GmbH
- ISO 14001:2009 Environmental Management System (EMS)

Il sito di produzione DEBAJ è accreditato secondo gli standard ASME/NBBI ( American Society of Mechanical Engineers  / National Board of Boiler and Pressure Vessel Inspectors ).
- ASME ‘U’    Manifattura di Recipienti in pressione Div.1
- ASME ‘U2’ Manifattura di Recipienti in pressione Div.2
- ASME ‘S’  Manifattura ed assemblaggio di Caldaie ad alta potenza ed industriali
- ASME ‘R’  (NB) Riparazione e/o modifiche di strutture portanti metalliche
- ASME ‘PP’ Manifattura ed assemblaggio di Tubature in acciaio ad alta pressione